# Claudia Scarpatetti
Claudia Scarpatetti (* 19. Februar 1970 in Graz) ist eine österreichische Schauspielerin.

## Leben
Claudia Scarpatetti war von 1989 bis 1992 an der Schauspielschule am Konservatorium der Stadt Wien. Sie nahm außerdem Privatunterricht in Gesang und Jazztanz.
Einem größeren Publikum bekannt geworden ist sie vor allem durch ihre Rolle der Susanne Brandner in der Soap Verbotene Liebe, welche sie in den Jahren 1995 bis 2012 (mit Unterbrechungen) spielte.
Seit 2010 leitet Scarpatetti eine Theatergruppe an einer Grundschule in Köln. In diesem Rahmen hat sie seit 2012 auch eine freie Theatergruppe für Jugendliche.
Claudia Scarpatetti ist verheiratet und hat einen Sohn.

## Filmografie
- 1991–1998: Tohuwabohu (Fernsehreihe, 33 Folgen)
- 1993: Racing Star
- 1993: The Lucona Affair (Kinofilm)
- 1994: Das ist Dein Ende
- 1994: Ludwig van Beethoven
- 1994–1997, 2005–2008, 2012: Verbotene Liebe (Soap, 923 Folgen)
- 1997–2003: Das Amt (Fernsehserie, 62 Folgen)
- 1997: Nikola (Fernsehserie, 1 Folge)
- 1998: Ein Fall für zwei (Fernsehserie, 1 Folge)
- 1999: City Express: Überraschende Gäste
- 1999: Die Wache (Fernsehserie, 1 Folge)
- 1999: Alles Bob (Kinofilm)
- 2000: Forsthaus Falkenau (Fernsehserie, 1 Folge)
- 2000: Balko (Fernsehserie, 1 Folge)
- 2000: Lava (Kurzfilm)
- 2000: SOKO München (Fernsehserie, 1 Folge)
- 2001: Wilsberg und der Schuss im Morgengrauen (Fernsehserie)
- 2012: Der Staatsanwalt (Fernsehserie, 1 Folge)
- 2013: Fliegen lernen
- 2013: Heiter bis tödlich: Zwischen den Zeilen (Fernsehserie, 1 Folge)
- 2016: Heldt (Fernsehserie, 1 Folge)

## Theater
Scarpatetti war an den Theatern in Wien, Klagenfurt und München tätig und spielte 2008 bis 2009 im Theater am Dom in Köln eine Hauptrolle im Stück Sextett. Im Jahr 2011 war sie in der Rolle Clarice Bernstein im Stück November auf Theatertournee durch Deutschland.